# Cochlidium
Cochlidium é um género de samambaias pertencentes à família Polypodiaceae.
As espécies deste género podem ser encontradas na América e em África.

## Espécies
Espécies (lista incompleta):
- Cochlidium acrosorum A.Rojas
- Cochlidium attenuatum A.C.Sm.
- Cochlidium connellii (Baker) A.C.Sm.